# Всеволод Михайлович
Всеволод Михайлович (Кюр Михайлович) — пронский князь (1217—1237), сын Михаила Всеволодовича, вокняжившийся после гибели отца на съезде в Исадах.
Принадлежал к партии рязанских князей, сватов и сторонников Ольговичей и великого князя Владимирского Юрия Всеволодовича, пленённых в 1208 году Всеволодом Большое Гнездо и выпущенных по его смерти в 1212 году Юрием из владимирской тюрьмы под присягу. Мать Всеволода Вера и жена Юрия Агафья были черниговскими княжнами, дочерьми Всеволода Чермного. После изгнания организатора съезда в Исадах, сторонника смоленских Ростиславичей, Глеба Владимировича, в Рязани утвердился Ингварь Игоревич, а в Пронске — Всеволод Михайлович.
«Повесть о разорении Рязани Батыем» путает имена муромо-рязанских князей, называя пронского князя Всеволодом Ингваревичем, братом рязанского князя. Всеволод (Кюр Михайлович) упоминается в связи с монгольским нашествием в Галицко-Волынской летописи:

Бысть первое приходъ ихъ на землю Рязаньскую и взяша град Рязань копьемъ, изведше на льсти князя Юрья, и ведоша Прыньску, бЕ бо в то время княгини его Прыньскы. Изведоша княгиню его на льсти, убиша князя Юрья и княгини его, и всю землю избиша и не пощадЕша отрочатъ до сущихъ млека. Кюръ Михайловичь же утече со своими людми до Суждаля и поведа великому князю Юрьеви безбожных агарянъ приходъ, нашествие.
То слышавъ великий князь Юрьи посла сына своего Всеволода со всими людми и с нимъ кюръ Михайловичь. Батыеви же устремлешюся на землю Суждальскую, и срЕте и Всеволодъ на КолоднЕ, и бившимся имъ и падъшимъ многимъ от нихъ от обоихъ.

Поскольку главный удар монголов направлялся на Рязань как крепость, наиболее способную их задержать, Пронск мог быть сочтён более безопасным местом для нахождения семьи рязанского князя Юрия Ингваревича, но после взятия его в плен в Рязани его княгиня была пленена в Пронске и убита монголами вместе с мужем. Всеволод бежал во Владимир, однако о нашествии там стало известно ранее, когда рязанские князья после переговоров с монголами на Воронеже тянули время, пропустив монгольских послов во Владимир. Это известно из Новгородской первой летописи, как и то, что на соединение с владимирцами к Коломне отступила часть рязанских сил во главе с Романом Ингваревичем, когда Юрий Ингваревич сел в осаду в Рязани. Леонтий Войтович связывает смерть Всеволода Михайловича с нашествием и датирует 1237 годом, Коломенская битва иногда датируется 1 января 1238 года. Неизвестно, погиб ли Всеволод именно под Коломной.
О семье и детях Всеволода ничего неизвестно. Единственный переживший нашествие рязанский князь (Олег Ингваревич) был отпущен на княжение из монгольского плена только в 1252 году.